# Tripogon humilis
Tripogon humilis är en gräsart som beskrevs av Hsi Lin g Yang. Tripogon humilis ingår i släktet Tripogon och familjen gräs. Inga underarter finns listade i Catalogue of Life.